# Ayos (Awaé)
Ayos  ist ein Dorf in der Region Centre in Kamerun. Es liegt im Arrondissement (Kommune) Awaé und dem Département Méfou-et-Afamba. 2005 wurden 153 Einwohner gezählt. Die Einwohnergehören hauptsächlich zur Ethnie der Mvele.

## Geographie
Der Ort liegt in der Nähe des Flusses Nyong, bei Mbalmayo, am Rande des Réserve forestière de Mbalmayo.